# Jesús María Fernández Díaz
Jesús María Fernández Díaz, né le 13 février 1957, est un homme politique espagnol membre du Parti socialiste ouvrier espagnol (PSOE).
Il est élu député de la circonscription de Navarre lors des élections générales de décembre 2015.

## Biographie

### Profession
Jesús María Fernández Díaz est titulaire d'une licence en médecine.

### Activités politiques
Il a été vice-conseiller chargé de la Santé du Gouvernement basque.
Le 20 décembre 2015, il est élu député de Navarre au Congrès des députés et réélu en 2016.